# Apple遙控器
Apple Remote 是蘋果公司為運行iOS和tvOS裝置開發的紅外線遙控器，于2005年10月12日由該公司CEO斯蒂夫·乔布斯正式发布，外形上类似于第一代iPod shuffle，只有六个按钮，分别是“菜单”、“播放／停止”、音量大、音量小、“上一个／倒退”、“下一个／快进”。
苹果遥控器原本设计是配合iMac上Front Row使用的。2006年1月10日，苹果公司又发布了支持苹果遥控器的MacBook Pro。2006年2月26日，支持苹果遥控器的Mac mini发布。
Front Row程序可以让用户浏览、播放音乐，观看视频（DVD或者下载的文件）和浏览照片。苹果遥控器还与iPod Hi-Fi和iPod通用接口槽兼容。iPod通用接口槽可以接受遥控器对音乐和媒体的控制，但是不能控制iPod中的“菜单”控制。

苹果遥控器使用的電池是CR2032纽扣形3.0伏特锂电池，安装在左下部。目前苹果遥控器的音量按钮不支持AirTunes系统。

## 快捷方式

### 与指定设备匹配
遥控器可以锁定只与一个指定设备匹配工作。操作方法是，将遥控器靠近需要制定的匹配设备，然后同时按住“菜单”和“下一步”五秒钟。制定匹配设置可以通过OS X中“安全”系统参数设置面板中消除。

### 睡眠
用户可以使用遥控器将iMac、MacBook、MacBook Pro、英特尔芯片的Mac mini和安放在连接插槽上的iPod进入睡眠状态，操作方法是按下“播放／停止”按钮。之后按任意按钮设备可以被叫醒恢复。 

### 磁盘选项
在启动英特尔芯片的麦金塔电脑时，同时按下遥控器的“菜单”键可以进入系统设置（System Picker）状态（这个功能和在启动时按住Option/Alt键效果一样）。遥控器在设置画面中同样可以使用，选择调整选项，按“播放／停止”按钮即可确认。这个功能对于使用Boot Camp安装Mac OS和视窗双系统的用户在切换系统的时候十分有用。在这个菜单中遥控器也可以用来弹出CD和DVD光盘，只需选择光盘然后按“+（音量大）”按钮就可以了。

### 应用程序兼容性
遥控器可以用来控制iPhoto中的图片幻灯片浏览、QuickTime中的电影、iTunes中的音乐，还有在Keynote用来控制幻灯片（此功能只限于英特尔麦金塔电脑，powerPC芯片的电脑不行）。用户还可以使用“iRed Lite”来控制OpenOffice.org Impress的演示。

### VLC兼容性
为了适应性的英特尔处理器，出现了一个叫Apple Remote Helper的小软件用来遥控VLC媒体播放器。播放、停止、音量和跳跃按钮均可正常工作。但是需要注意，音量按钮只改变VLC的音量，而不是系统的音量。其他共享软件程序，如Remote Buddy（页面存档备份，存于）(from IOSPIRIT)，mira（页面存档备份，存于）(from Twisted Melon)和Sofa Control（页面存档备份，存于）(from CASE apps)等都可以通过VLC实现完全控制，包括控制系统音量。

### 和更多的应用程序兼容
最近出现了一些新的工具，可以对苹果遥控器的按钮进行自定义设置，这些程序有“Remote Buddy”，“Sofa Control”，“iRed Lite”和“mira”，可以通过改写keystrokes和applescripts让用户控制任意应用程序。

### 和其他麦金塔电脑兼容
通过第三方的遥控软件，如Twisted Melon出品的mira，或者IOSPIRIT公司的Remote Buddy，使用旧机型的Mac用户可以通过USB接口的红外接收器使用苹果遥控器。绝大多数麦金塔电脑新机型都有内置接收器，但是旧机型却没有。就连2006年夏发布的桌面型Mac Pro也没有内置接收器。通过使用Remote Buddy或者mira，用户可以通过一个USB接收器（类似Windows Media Center Edition eHome接收器）就可以和新机型用户一样使用苹果遥控器，完全支持睡眠设置、设备匹配、低电池探测和Front Row等功能。

### 更换电池
电池仓位于 Apple Remote 的底部。使用回形针或其它较小的钝形物体压住电池仓松开按键（右侧的圆形部分），然后推出电池托盘。卸下旧电池并换上新电池，确保电池的正极端朝上：将电池托盘推回 Apple Remote 直至听到咔嚓声即可。

## 与iPod兼容
遥控器只能控制安装在插槽连接好的iPod，没有连接好的iPod遥控器无法工作。而且无论是否接好，遥控器无法控制iPod的菜单。

## 与新Mac兼容性
支持：
- 升级的旧模具MacBook Pro。
- iMac
- Mac mini

不支持
- MacBook Pro with Retina Display
- MacBook Air
- Mac Pro

## 外部連結
- Apple — iMac — Front Row
- Apple — Mac mini — Front Row
- Apple — MacBook Pro — Front Row（页面存档备份，存于）
- Apple — MacBook — Front Row
- IOSPIRIT — Remote Buddy（页面存档备份，存于）
- Amit Singh's Apple Infrared Remote Daemon （页面存档备份，存于）
- Twisted Melon - mira（页面存档备份，存于）
- Case Apps - Sofa Control
- iRedLite - free and customizable